# 第15回ニューヨーク映画批評家オンライン賞
15th NYFCO Awards

2015年12月6日

作品賞: 

スポットライト 世紀のスクープ
第15回ニューヨーク映画批評家オンライン賞（だい15かいニューヨークえいがひひょうかオンラインしょう）は2015年の映画を対象としており、2015年12月6日に発表された。

## 受賞一覧

### 作品賞トップ10
※1位以外は原題のアルファベット順
- 1位 ― 『スポットライト 世紀のスクープ』
  - 『さざなみ』
  - 『マネー・ショート 華麗なる大逆転』
  - 『ブリッジ・オブ・スパイ』
  - 『ブルックリン』
  - 『キャロル』
  - 『マッドマックス 怒りのデス・ロード』
  - 『ボーダーライン』
  - 『スティーブ・ジョブズ』
  - 『トランボ ハリウッドに最も嫌われた男』

### 監督賞
- トム・マッカーシー - 『スポットライト 世紀のスクープ』

### 主演男優賞
- ポール・ダノ - 『ラブ&マーシー 終わらないメロディー』

### 主演女優賞
- ブリー・ラーソン - 『ルーム』

### 助演男優賞
- マーク・ライランス - 『ブリッジ・オブ・スパイ』

### 助演女優賞
- ルーニー・マーラ - 『キャロル』

### アンサンブル演技賞
- 『スポットライト 世紀のスクープ』

### 脚本賞
- トム・マッカーシー、ジョシュ・シンガー - 『スポットライト 世紀のスクープ』

### ブレイクスルー演技賞
- アリシア・ヴィキャンデル - 『エクス・マキナ』、『リリーのすべて』

### 新人監督賞
- アレックス・ガーランド - 『エクス・マキナ』

### 撮影賞
- ジョン・シール - 『マッドマックス 怒りのデス・ロード』

### 音楽賞
- 『ラブ&マーシー 終わらないメロディー』

### アニメ映画賞
- 『インサイド・ヘッド』

### 外国語映画賞
- 『サウルの息子』 ハンガリー

### ドキュメンタリー映画賞
- 『AMY エイミー』